# Pombajira
Pombajira, Pombojira, Pambujira, Pombujira, Pombojira, Bombogira, Pombagira ou Inzila (em quimbundo: pambu ia-njila; lit. Encruzilhada), na mitologia banta, é o inquice dos caminhos, encruzilhadas, bifurcações e comunicação, dotado de aspectos femininos e primitivamente, uma divindade mulher. Como guardião das comunidades, tem assentamento (local de entrega de coisas ligadas a ela) na entrada. Em algumas casas de religião, a tronqueira de Exu para seus assentamentos, que pertencem aos filhos da casa. Tudo conforme os fundamentos das casas
Com a expansão da Umbanda no Século XX, Pombagira tornou-se presença constante nos terreiros, atendendo a pedidos de “amarrações”, “separação de casais” e outras demandas amorosas. Seu culto popular, marcado por oferendas de joias, perfumes, vestes ornamentadas e assentamentos luxuosos, difundiu-se entre “povo da rua” e classes médias urbanas, atribuindo-lhe, muitas vezes, funções de conselheira e “ouvinte” para assuntos sentimentais.
Na teologia da Umbanda, Pombagira atua como intermediária em temas relativos à sexualidade, paixão e conflito emocional. Embora frequentemente associada a práticas de manipulação afetiva e acúmulo de “karmas” negativos, mentores espirituais da corrente ressaltam que sua função original consiste em exaurir desequilíbrios emocionais e conscienciais, auxiliando na restauração do equilíbrio psíquico dos consulentes.
A ausência de fundamentação teórica no início de sua popularização gerou interpretações contraditórias, incluindo a atribuição a Pombagira do grau de Exu feminino ou a identificação como esposa de Exu e mãe de Exu Mirim. Tais visões são hoje consideradas fruto de lacunas informativas e miscigenação ritualística, tendo sido objeto de estudos que reivindicam maior rigor e seriedade na abordagem dos cultos afro-bantos originais.
Desde 2008, movimentos de pesquisadores e mentores espirituais promovem o estudo sistemático das incorporações umbandistas, apoiando-se em referências como Rubens Saraceni (“Orixá Exu” e “Orixá Exu Mirim”, Madras) e no resgate de tradições bantas. Nesse contexto, enfatiza-se o respeito às práticas históricas dos primeiros umbandistas e a preservação dos fundamentos divinos ocultos nos ritos, considerados tão essenciais quanto os de outros Orixás no panteão afro-brasileiro.

## Origens e nomenclatura
O nome “Pombagira” (ou “Pombogira”/“Bombogira”) deriva de corruptela do termo quimbundo Pambú Njila (“guardião dos caminhos e encruzilhadas”), cultuado em nações bantas como Angola e Congo sob as denominações Injila, Inzila ou Pambu Injila. Em registros do jornalista João do Rio (2006) e em artigos sobre cultura afro-banta de Walter Nkosi (2008), aponta-se que as manifestações femininas atribuídas hoje a Pombagira remontam a entidades anteriores à formação da Umbanda, incorporando-se em práticas de Macumba no Rio de Janeiro.

## Gênese teogônica
Na teologia esotérica da Umbanda, a criação divina estrutura-se em três níveis sucessivos: o Plano das Intenções, onde habitam as vontades divinas ainda não concretizadas e que abriga o Orixá Exu Mirim; o Estado do Vazio Absoluto, primeiro estado criado a partir do nada, sob a guarda do Orixá Exu; e o Estado do Espaço Infinito, que acolhe todas as manifestações subsequentes e pertence a Oxalá. Em cada nível, uma divindade sustenta o processo de manifestação das intenções em existência concreta. Pombagira aparece como expressão de um quarto princípio — um Orixá feminino cuja identidade não consta na teogonia iorubá ou Nagô e que, ao emergir, recebeu na Umbanda os nomes de “Pombujila” e “Pombagira”.

## Arquétipo, funções e culto
Médiuns originalmente umbandistas converteram-se ao Candomblé e levaram essa nova entidade feminina para dentro das “nações” de Exu e de outros Orixás, integrando-a aos terreiros. Em poucas décadas, Pombagira alcançou popularidade equivalente à de Exu, ainda que sem amparo em mitos ou rituais tradicionais da África Ocidental. Sem referência em genealogias oficiais, ela foi tratada como um “Exu feminino” de conveniência, prática que persiste por falta de teorização específica. Essa incorporação espontânea explica o rápido crescimento de sua devoção na Umbanda e em segmentos afro-brasileiros que trabalham com as entidades da esquerda espiritual.
Pombagira atua prioritariamente nos pontos de encruzilhada, nos caminhos e nas “ruas”, sendo considerada patrona de abertura e proteção desses lugares. Seus trabalhos espirituais caracterizam-se pelo uso de símbolos ligados à boemia e ao feminino livre — rebolados, risadas marcantes, cigarros e champanhe — e refletem um arquétipo associado às “damas da noite”. Em rituais, ela responde com vozes ruidosas e frases diretas, sem obediência a códigos de “boa família”. Cultuada em linhas próprias de Umbanda de esquerda, Pombagira não recebeu até hoje oferendas formais na tradição Nagô, mas possui festas, pontos cantados e santos grafados nos terreiros. Sua presença enfatiza o papel do feminino como agente de transformação das intenções, conectando o plano abstrato das vontades ao aspecto material da Criação.

## Pombajira e prostituição
No Brasil, muitas mulheres na prostituição recorrem a práticas espirituais e misticismo para aumentar sua renda. Essas mulheres frequentam casas espíritas e terreiros de Candomblé ou Umbanda, onde são aconselhadas a comprar ervas para banhos e produtos para oferendas a entidades espirituais como a Senhora da Noite ou Pombajira. A crença é que esses rituais atrairão mais clientes e, portanto, gerarão maior renda. Para cada entidade, as oferendas variam e incluem bebidas, perfumes e objetos vermelhos. Embora algumas mulheres expressem ceticismo em relação a essas crenças, muitas atribuem o sucesso financeiro à participação nesses rituais. Observa-se que mulheres mais velhas frequentemente têm mais sucesso econômico do que suas contrapartes mais jovens, atribuído à sua participação nessas práticas espirituais.
O custo desses rituais pode ser significativo. Algumas mulheres relatam gastar grandes quantias de dinheiro em produtos para oferendas, com a promessa de obter maiores lucros. No entanto, há uma percepção mista sobre a eficácia desses rituais, pois, embora possam atrair mais clientes, o custo associado às oferendas pode não ser compensatório.
Pomba-Gira é uma figura central nessas práticas espirituais, vista como uma entidade poderosa capaz de realizar “milagres” e atrair sucesso no amor, relacionamentos e progresso material. Essa entidade está associada à manipulação da sensualidade e sexualidade e é acreditada por remover obstáculos e inimigos para garantir o sucesso de seus devotos. As crenças em torno de Pomba-Gira não se limitam à prostituição. No imaginário social brasileiro, Pomba-Gira representa o arquétipo da prostituta ritual e é comumente solicitada para realizar trabalhos em relacionamentos amorosos. Embora nem todas as Pombas-Giras sejam consideradas prostitutas, a conexão com a prostituição se deve à sua representação como uma mulher livre e poderosa. Mulheres na prostituição que participam dessas práticas espirituais o fazem sob o princípio da reciprocidade. Elas oferecem objetos e realizam rituais em troca de favores econômicos e sucesso em sua profissão. Esse sistema de troca reflete práticas semelhantes no catolicismo popular, onde as pessoas fazem promessas a santos em troca de favores divinos. No entanto, na prostituição, essas oferendas são principalmente destinadas a melhorar a atração sexual e o sucesso financeiro.
O artigo “A Pomba-Gira no Imaginário das Prostitutas”, publicado na revista Homem, Tempo e Espaço, examina a relação entre prostitutas e Pomba-Gira, uma entidade do panteão da Umbanda conhecida por sua manifestação livre do poder genital feminino. Este estudo, conduzido por Francisco Gleidson Vieira dos Santos e Simone Simões Ferreira Soares, explora a importância simbólica e psicológica de Pomba-Gira na vida das prostitutas. Pomba-Gira representa um arquétipo poderoso na Umbanda, caracterizado por atributos associados à sexualidade, desobediência e transgressão das normas sociais. De uma perspectiva psicológica profunda, essa entidade pode ser interpretada como uma projeção do inconsciente coletivo das prostitutas, que encontram nela uma figura de empoderamento e resistência. Identificar-se com Pomba-Gira permite que as prostitutas negociem sua autoestima e senso de agência em um contexto social que as estigmatiza e marginaliza.
Em termos psicológicos, a figura de Pomba-Gira pode ser vista como uma manifestação de uma personalidade dissociativa nas prostitutas, emergindo como um mecanismo de defesa contra a adversidade de seu ambiente. A dissociação é um processo psicológico pelo qual uma pessoa pode dividir sua identidade em diferentes estados ou personalidades para enfrentar situações difíceis ou traumáticas. Nesse caso, Pomba-Gira serviria como uma personalidade alternativa, permitindo que as prostitutas realizem seu trabalho de forma mais suportável e com menos dor emocional. Pomba-Gira, com seu caráter desafiador e celebração da sexualidade livre, oferece uma narrativa alternativa à culpa e vergonha comumente associadas à prostituição. Essa identificação com uma entidade poderosa e transgressora pode ajudar as prostitutas a se reconectar com aspectos reprimidos de sua identidade e encontrar um senso de dignidade e valor em um contexto sagrado. Incorporando Pomba-Gira durante os rituais, as prostitutas podem experimentar uma forma de catarse, libertando-se temporariamente dos fardos emocionais de sua realidade diária.
Monique Augras, citada no estudo, sugere que Pombajira é uma criação brasileira que surgiu da destituição das características sexuais de Iemanjá — outra figura da Umbanda sincretizada com a Imaculada Conceição —. Essa nova entidade canaliza os aspectos mais escandalosos da sexualidade feminina, confrontando diretamente os valores patriarcais. Do ponto de vista junguiano, Pomba-Gira pode ser vista como uma manifestação da anima, representando a dimensão erótica e autônoma do inconsciente feminino que desafia as restrições impostas pela sociedade patriarcal. Entrevistas com Pai-de-santos e outros praticantes de Umbanda revelam que Pombas-Giras são consideradas figuras complexas e poderosas, reverenciadas por sua capacidade de influenciar questões de amor e desejo. Essa reverência se reflete nas práticas rituais, onde Pombas-Giras, quando incorporadas por médiuns, atuam como agentes de transformação e empoderamento. Isso permite que as prostitutas afirmem seu valor e dignidade em um contexto sagrado.